# Multiclavula coronilla
Multiclavula coronilla är en lavart som först beskrevs av G.W. Martin, och fick sitt nu gällande namn av R.H. Petersen 1967. Multiclavula coronilla ingår i släktet Multiclavula och familjen Clavulinaceae.   Inga underarter finns listade i Catalogue of Life.